# Justicia thyrsiformis
Justicia thyrsiformis är en akantusväxtart som beskrevs av T. Hardwicke. Justicia thyrsiformis ingår i släktet Justicia och familjen akantusväxter. Inga underarter finns listade i Catalogue of Life.